# Nystads församling
Nystads församling (finska: Uudenkaupungin seurakunta) är en evangelisk-luthersk församling i Nystad, Finland. Församlingen hör till Åbo ärkestift och Nousis prosteri. Kyrkoherde i församlingen är Esa Mierlahti. I slutet av 2021 hade Nystads församling cirka 11 210 medlemmar. Församlingens verksamhet sker i huvudsakligen på finska.
Församlingens huvudkyrka är Nystads gamla kyrka. Nystad församling avskiljdes från Kaland församling år 1622, fem år efter grundandet av staden.